# Mostafa Mohamed
Mostafa Mohamed Ahmed Abdallah, noto semplicemente come Mostafa Mohamed (in arabo مصطفى محمد احمد عبد الله‎?; Giza, 28 novembre 1997), è un calciatore egiziano, attaccante del Nantes e della nazionale egiziana.

## Biografia
È sposato dal 10 giugno 2020 con Hayat Salama, dalla quale ha avuto un figlio.
Nel gennaio 2022, mentre era impegnato in Coppa d'Africa con la propria nazionale, è stato accusato di aver convinto un suo amico a sostenere a nome suo degli esami all'Università del Cairo. Quest'ultimo, che ha confessato di avere dato tre esami a nome di Mohamed, è stato poi arrestato.

## Caratteristiche tecniche
Paragonato a Hossam Hassan, Amr Zaki e Mido per prestanza fisica e doti tecniche, è un centravanti - efficace nel gioco aereo, freddo sotto rete e intelligente tatticamente - in grado di abbinare velocità e forza fisica, abile nel proteggere la sfera in modo da favorire gli inserimenti dei compagni.

## Carriera

### Club

#### Inizi e Galatasaray

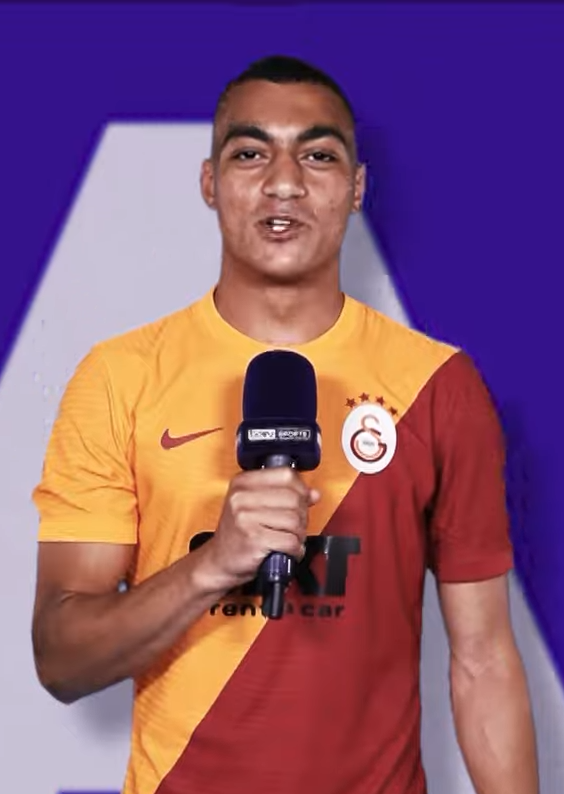
Mohamed con la maglia del durante un'intervista per beIN nel 2021.

Appassionato di calcio, inizia a giocare all'età di undici anni, muovendo i suoi primi passi nelle giovanili dello Zamalek, Il 28 gennaio 2021 lascia l'Egitto, passando in prestito oneroso - con diritto di riscatto, fissato a 4 milioni di dollari - fino al 2022 al Galatasaray. Esordisce con i turchi il 2 febbraio successivo contro il İstanbul Başakşehir, incontro valido per la 23ª giornata di Süper Lig, segnando su rigore la rete del 3-0. Si ripete quattro giorni dopo nel derby vinto 1-0 contro il Fenerbahçe.

#### Nantes
Il 21 luglio 2022 viene ceduto in prestito al Nantes, con cui debutta il successivo 31 luglio in occasione della supercoppa francese persa 4-0 contro il Paris Saint-Germain. In seguito, il 7 agosto, debutta anche in campionato nel pareggio a reti inviolate contro l'Angers; mentre il 28 agosto segna la prima rete nella vittoria interna in rimonta contro il Tolosa (3-1). Il successivo 8 settembre debutta anche nelle competizioni confederali con la maglia dei canarini, in occasione della gara casalinga di UEFA Europa League contro l'Olympiacos, nella quale mette a segno una delle due reti che permette al Nantes di imporsi per 2-1. Dopo essere rimasto a secco di gol nelle successive gare della competizione europea, ritorna a segnare il 3 novembre in occasione della gara di ritorno contro l'Olympiacos, contribuendo così al passaggio del turno dei canarini.
Il 7 gennaio 2023 debutta in Coppa di Francia, contribuendo con una rete al successo dei canarini per 0-2 sul Virois, valido per i trentaduesimi di finale. È decisivo anche nel turno successivo contro l'ES Thaon, dove realizza l'ultimo rigore nella lotteria finale, dopo che la gara si era conclusa 0-0 ai tempi regolamentari.
Nelle successive gare, pur non segnando, contribuisce al raggiungimento della seconda finale in due anni per i canarini, arrendendosi però al Tolosa nell'atto finale allo Stade de France.
Poche settimane dopo, in prossimità di una gara di campionato contro lo stesso Tolosa, si rifiuta di scendere in campo indossando la maglia voluta dalla Ligue 1 per sensibilizzare sul tema dell'omofobia nel calcio, giustificandosi citando i valori della propria religione (islam).
In risposta alla sua scelta, l'allenatore Pierre Aristouy lo ha escluso dalla rosa e il club attraverso un comunicato sul proprio sito ufficiale ha chiarito la sua posizione in merito, decidendo di multarlo.
Conclusa la prima stagione in Francia con undici reti in 51 presenze, il 14 giugno 2023 viene riscattato dal Nantes con cui firma un contratto triennale.
Comincia la seconda stagione nel club bretone in maniera migliore rispetto alla scorsa, segnando cinque reti nelle prime sei presenze, vincendo il premio di Canaries du mois (lett. "Canarino del mese") sia nel mese di ottobre che nel mese di settembre.
Nel resto della stagione non riesce ad essere decisivo come nelle prime giornate e, complice la sua partecipazione alla Coppa d'Africa nel mese di gennaio, salta alcune partite, riuscendo a mettere a segno in stagione soltanto altre tre reti contro Paris Saint-Germain, Tolosa e Nizza, per un totale di otto reti in ventinove presenze.

### Nazionale
Esordisce in nazionale il 23 marzo 2019 contro il Niger in un incontro valido per le qualificazioni alla Coppa d'Africa 2019, sostituendo Koka al 79'. Nel novembre 2019 prende parte alla Coppa d'Africa Under-23 - edizione vinta dagli egiziani - laureandosi capocannoniere del torneo con quattro reti.
Il 29 dicembre 2021 viene incluso dal CT Carlos Queiroz nella lista definitiva dei 25 convocati per la fase finale della Coppa d'Africa 2021, dove l'Egitto viene sconfitto in finale dal Senegal ai calci di rigore.
Nel dicembre 2023 viene inserito dal CT Rui Vitória nella lista dei convocati alla coppa d'Africa in Costa d'Avorio. 
Il 14 gennaio 2024, in occasione del debutto nella competizione dei faraoni, segna la rete che apre le marcature nel 2-2 finale contro il Mozambico; ripetendosi anche nelle giornate successive contro Costa d'Avorio e Capo Verde, reti che risultano decisive per il passaggio del turno dei faraoni.
Segna anche in occasione della gara degli ottavi di finale contro la RD del Congo, diventando il primo calciatore egiziano ad andare a segno in quattro gare consecutive della Coppa d'Africa, tuttavia nella stessa partita, conclusa ai tiri di rigore, sbaglia il proprio tentativo dal dischetto, contribuendo negativamente all’eliminazione della propria nazionale dal torneo.

## Controversie
Un articolo di RMC Sport ha rilevato che dal suo arrivo in Francia nell’estate del 2022 non ha mai giocato nel turno del 17 maggio, cioè quello della Giornata internazionale contro l’omofobia, la bifobia e la transfobia. Ogni anno in questa occasione nelle due divisioni professionistiche del calcio francese i giocatori scendono in campo con simboli o messaggi a sostegno della comunità LGBTQ+ (nel 2025 la campagna prevedeva che sulla manica destra della maglia di ogni giocatore ci fosse il logo del campionato con i colori dell’arcobaleno e la scritta “omofobia” barrata e corretta con “calcio”).
Nelle due stagioni precedenti il giocatore era sempre stato assente il 17 maggio ufficialmente per infortunio, ma già nel 2024 i media francesi avevano interpretato la sua assenza come una forma di boicottaggio contro l’iniziativa. Dopo l’articolo di RMC Sport, Mohamed ha confermato per la prima volta in una storia su Instagram che non avrebbe giocato, motivando la sua decisione con “alcuni valori profondamente radicati, legati alle mie origini e alla mia fede”.
In tutte queste occasioni l’attaccante egiziano è stato sanzionato dal Nantes per il suo rifiuto di giocare pur di non dover vestire simboli arcobaleno.

## Statistiche

### Presenze e reti nei club
Statistiche aggiornate al 17 agosto 2025.
| Stagione           | Squadra            | Campionato         | Campionato | Campionato | Coppe nazionali | Coppe nazionali | Coppe nazionali | Coppe continentali | Coppe continentali | Coppe continentali | Altre coppe | Altre coppe | Altre coppe | Totale | Totale |
| Stagione           | Squadra            | Comp               | Pres       | Reti       | Comp            | Pres            | Reti            | Comp               | Pres               | Reti               | Comp        | Pres        | Reti        | Pres   | Reti   |
| ------------------ | ------------------ | ------------------ | ---------- | ---------- | --------------- | --------------- | --------------- | ------------------ | ------------------ | ------------------ | ----------- | ----------- | ----------- | ------ | ------ |
| 2016-2017          | El Dakhleya        | PL                 | 16         | 3          | CE              | 1               | 0               | -                  | -                  | -                  | -           | -           | -           | 17     | 3      |
| ago. 2017          | Zamalek            | PL                 | 0          | 0          | CE              | 0               | 0               | CC+ACC             | 0+2                | 0                  | -           | -           | -           | 2      | 0      |
| ago. 2017-2018     | Tanta              | PL                 | 23         | 6          | CE              | 0               | 0               | -                  | -                  | -                  | -           | -           | -           | 23     | 6      |
| 2018-2019          | El Gaish           | PL                 | 29         | 12         | CE              | 0               | 0               | -                  | -                  | -                  | -           | -           | -           | 29     | 12     |
| 2019-2020          | Zamalek            | PL                 | 29         | 11         | CE              | 5               | 1               | CCL                | 14                 | 8                  | SE+SE+SA    | 1+1+1       | 0           | 51     | 20     |
| 2020-gen. 2021     | Zamalek            | PL                 | 4          | 2          | CE              | 0               | 0               | CCL                | 0                  | 0                  | -           | -           | -           | 4      | 2      |
| Totale Zamalek     | Totale Zamalek     | Totale Zamalek     | 33         | 13         |                 | 5               | 1               |                    | 16                 | 8                  |             | 3           | 0           | 57     | 22     |
| gen.-giu. 2021     | Galatasaray        | SL                 | 16         | 8          | TK              | 1               | 1               | UEL                | -                  | -                  | -           | -           | -           | 17     | 9      |
| 2021-2022          | Galatasaray        | SL                 | 27         | 7          | TK              | 1               | 1               | UCL+UEL            | 2+11               | 0                  | -           | -           | -           | 39     | 8      |
| Totale Galatasaray | Totale Galatasaray | Totale Galatasaray | 43         | 15         |                 | 2               | 2               |                    | 13                 | 0                  |             | -           | -           | 58     | 17     |
| 2022-2023          | Nantes             | L1                 | 36         | 8          | CF              | 6               | 1               | UEL                | 8                  | 2                  | SF          | 1           | 0           | 51     | 11     |
| 2023-2024          | Nantes             | L1                 | 29         | 8          | CF              | 0               | 0               | -                  | -                  | -                  | -           | -           | -           | 29     | 8      |
| 2024-2025          | Nantes             | L1                 | 30         | 5          | CF              | 2               | 1               |                    | -                  | -                  |             | -           | -           | 32     | 6      |
| 2025-2026          | Nantes             | L1                 | 1          | 0          | CF              | 0               | 0               | -                  | -                  | -                  | -           | -           | -           | 1      | 0      |
| Totale Nantes      | Totale Nantes      | Totale Nantes      | 96         | 21         |                 | 8               | 2               |                    | 8                  | 2                  |             | 1           | 0           | 113    | 25     |
| Totale carriera    | Totale carriera    | Totale carriera    | 240        | 70         |                 | 16              | 5               |                    | 37                 | 10                 |             | 4           | 0           | 297    | 85     |

### Cronologia presenze e reti in nazionale
| Cronologia completa delle presenze e delle reti in nazionale ― Egitto | Cronologia completa delle presenze e delle reti in nazionale ― Egitto | Cronologia completa delle presenze e delle reti in nazionale ― Egitto | Cronologia completa delle presenze e delle reti in nazionale ― Egitto | Cronologia completa delle presenze e delle reti in nazionale ― Egitto | Cronologia completa delle presenze e delle reti in nazionale ― Egitto | Cronologia completa delle presenze e delle reti in nazionale ― Egitto | Cronologia completa delle presenze e delle reti in nazionale ― Egitto |
| Data                                                                  | Città                                                                 | In casa                                                               | Risultato                                                             | Ospiti                                                                | Competizione                                                          | Reti                                                                  | Note                                                                  |
| --------------------------------------------------------------------- | --------------------------------------------------------------------- | --------------------------------------------------------------------- | --------------------------------------------------------------------- | --------------------------------------------------------------------- | --------------------------------------------------------------------- | --------------------------------------------------------------------- | --------------------------------------------------------------------- |
| 23-3-2019                                                             | Niamey                                                                | Niger                                                                 | 1 – 1                                                                 | Egitto                                                                | Qual. Coppa d'Africa 2019                                             | -                                                                     | 79’                                                                   |
| 26-3-2019                                                             | Abuja                                                                 | Nigeria                                                               | 1 – 0                                                                 | Egitto                                                                | Amichevole                                                            | -                                                                     | 69’                                                                   |
| 14-11-2020                                                            | Il Cairo                                                              | Egitto                                                                | 1 – 0                                                                 | Togo                                                                  | Qual. Coppa d'Africa 2021                                             | -                                                                     |                                                                       |
| 17-11-2020                                                            | Lomé                                                                  | Togo                                                                  | 1 – 3                                                                 | Egitto                                                                | Qual. Coppa d'Africa 2021                                             | -                                                                     | 56’                                                                   |
| 25-3-2021                                                             | Nairobi                                                               | Kenya                                                                 | 1 – 1                                                                 | Egitto                                                                | Qual. Coppa d'Africa 2021                                             | -                                                                     | 88’                                                                   |
| 5-9-2021                                                              | Franceville                                                           | Gabon                                                                 | 1 – 1                                                                 | Egitto                                                                | Qual. Mondiali 2022                                                   | 1                                                                     | 77’ 90+1’                                                             |
| 8-10-2021                                                             | Alessandria d'Egitto                                                  | Egitto                                                                | 1 – 0                                                                 | Libia                                                                 | Qual. Mondiali 2022                                                   | -                                                                     | 90+2’                                                                 |
| 11-10-2021                                                            | Bengasi                                                               | Libia                                                                 | 0 – 3                                                                 | Egitto                                                                | Qual. Mondiali 2022                                                   | 1                                                                     |                                                                       |
| 12-11-2021                                                            | Luanda                                                                | Angola                                                                | 2 – 2                                                                 | Egitto                                                                | Qual. Mondiali 2022                                                   | -                                                                     | 46’                                                                   |
| 11-1-2022                                                             | Garoua                                                                | Nigeria                                                               | 1 – 0                                                                 | Egitto                                                                | Coppa d'Africa 2021 - 1º turno                                        | -                                                                     | 58’                                                                   |
| 15-1-2022                                                             | Garoua                                                                | Guinea-Bissau                                                         | 0 – 1                                                                 | Egitto                                                                | Coppa d'Africa 2021 - 1º turno                                        | -                                                                     | 58’                                                                   |
| 19-1-2022                                                             | Yaoundé                                                               | Egitto                                                                | 1 – 0                                                                 | Sudan                                                                 | Coppa d'Africa 2021 - 1º turno                                        | -                                                                     | 84’                                                                   |
| 26-1-2022                                                             | Douala                                                                | Costa d'Avorio                                                        | 0 – 0 dts (4 – 5 dtr)                                                 | Egitto                                                                | Coppa d'Africa 2021 - Ottavi di finale                                | -                                                                     | 91’                                                                   |
| 30-1-2022                                                             | Yaoundé                                                               | Egitto                                                                | 2 – 1 dts                                                             | Marocco                                                               | Coppa d'Africa 2021 - Quarti di finale                                | -                                                                     | 78’ 111’                                                              |
| 3-2-2022                                                              | Yaoundé                                                               | Camerun                                                               | 0 – 0 dts (1 – 3 dtr)                                                 | Egitto                                                                | Coppa d'Africa 2021 - Semifinale                                      | -                                                                     | 106’                                                                  |
| 6-2-2022                                                              | Yaoundé                                                               | Senegal                                                               | 0 – 0 dts (4 – 2 dtr)                                                 | Egitto                                                                | Coppa d'Africa 2021 - Finale                                          | -                                                                     | 59’                                                                   |
| 25-3-2022                                                             | Il Cairo                                                              | Egitto                                                                | 1 – 0                                                                 | Senegal                                                               | Qual. Mondiali 2022                                                   | -                                                                     | 72’                                                                   |
| 29-3-2022                                                             | Dakar                                                                 | Senegal                                                               | 1 – 0 dts (3 – 1 dtr)                                                 | Egitto                                                                | Qual. Mondiali 2022                                                   | -                                                                     | 70’ 119’                                                              |
| 5-6-2022                                                              | Il Cairo                                                              | Egitto                                                                | 1 – 0                                                                 | Guinea                                                                | Qual. Coppa d'Africa 2023                                             | 1                                                                     | 65’                                                                   |
| 9-6-2022                                                              | Lilongwe                                                              | Etiopia                                                               | 2 – 0                                                                 | Egitto                                                                | Qual. Coppa d'Africa 2023                                             | -                                                                     | 87’                                                                   |
| 14-6-2022                                                             | Seul                                                                  | Corea del Sud                                                         | 4 – 1                                                                 | Egitto                                                                | Amichevole                                                            | 1                                                                     | 70’ 81’                                                               |
| 23-9-2022                                                             | Alessandria d'Egitto                                                  | Egitto                                                                | 3 – 0                                                                 | Niger                                                                 | Amichevole                                                            | 1                                                                     | 74’                                                                   |
| 18-11-2022                                                            | Al Kuwait                                                             | Belgio                                                                | 1 – 2                                                                 | Egitto                                                                | Amichevole                                                            | 1                                                                     | 72’                                                                   |
| 24-3-2023                                                             | Il Cairo                                                              | Egitto                                                                | 2 – 0                                                                 | Malawi                                                                | Qual. Coppa d'Africa 2023                                             | -                                                                     | 87’                                                                   |
| 28-3-2023                                                             | Lilongwe                                                              | Malawi                                                                | 0 – 4                                                                 | Egitto                                                                | Qual. Coppa d'Africa 2023                                             | -                                                                     |                                                                       |
| 14-6-2023                                                             | Marrakech                                                             | Guinea                                                                | 1 – 2                                                                 | Egitto                                                                | Qual. Coppa d'Africa 2023                                             | 1                                                                     | 90+1’                                                                 |
| 8-9-2023                                                              | Il Cairo                                                              | Egitto                                                                | 1 – 0                                                                 | Etiopia                                                               | Qual. Coppa d'Africa 2023                                             | -                                                                     | 55’                                                                   |
| 12-9-2023                                                             | Il Cairo                                                              | Egitto                                                                | 1 – 3                                                                 | Tunisia                                                               | Amichevole                                                            | -                                                                     | 88’                                                                   |
| 12-10-2023                                                            | al-'Ayn                                                               | Egitto                                                                | 1 – 0                                                                 | Zambia                                                                | Amichevole                                                            | -                                                                     |                                                                       |
| 16-10-2023                                                            | al-'Ayn                                                               | Egitto                                                                | 1 – 1                                                                 | Algeria                                                               | Amichevole                                                            | -                                                                     | 86’                                                                   |
| 16-11-2023                                                            | Il Cairo                                                              | Egitto                                                                | 6 – 0                                                                 | Gibuti                                                                | Qual. Mondiali 2026                                                   | 1                                                                     | 75’                                                                   |
| 19-11-2023                                                            | Monrovia                                                              | Sierra Leone                                                          | 0 – 2                                                                 | Egitto                                                                | Qual. Mondiali 2026                                                   | -                                                                     | 79’                                                                   |
| 7-1-2024                                                              | Il Cairo                                                              | Egitto                                                                | 2 – 0                                                                 | Tanzania                                                              | Amichevole                                                            | -                                                                     | 77’                                                                   |
| 14-1-2024                                                             | Abidjan                                                               | Egitto                                                                | 2 – 2                                                                 | Mozambico                                                             | Coppa d'Africa 2023 - 1º turno                                        | 1                                                                     |                                                                       |
| 18-1-2024                                                             | Abidjan                                                               | Egitto                                                                | 2 – 2                                                                 | Ghana                                                                 | Coppa d'Africa 2023 - 1º turno                                        | 1                                                                     |                                                                       |
| 22-1-2024                                                             | Abidjan                                                               | Capo Verde                                                            | 2 – 2                                                                 | Egitto                                                                | Coppa d'Africa 2023 - 1º turno                                        | 1                                                                     |                                                                       |
| 28-1-2024                                                             | San-Pedro                                                             | Egitto                                                                | 1 – 1 dts (7 – 8 dtr)                                                 | RD del Congo                                                          | Coppa d'Africa 2023 - Ottavi di finale                                | 1                                                                     |                                                                       |
| 22-3-2024                                                             | Il Cairo                                                              | Egitto                                                                | 1 – 0                                                                 | Nuova Zelanda                                                         | Amichevole                                                            | 1                                                                     | 81’                                                                   |
| 26-3-2024                                                             | Il Cairo                                                              | Egitto                                                                | 2 – 4                                                                 | Croazia                                                               | Amichevole                                                            | -                                                                     | 80’                                                                   |
| 6-6-2024                                                              | Il Cairo                                                              | Egitto                                                                | 2 – 1                                                                 | Burkina Faso                                                          | Qual. Mondiali 2026                                                   | -                                                                     | 90+2’                                                                 |
| 10-6-2024                                                             | Bissau                                                                | Guinea-Bissau                                                         | 1 – 1                                                                 | Egitto                                                                | Qual. Mondiali 2026                                                   | -                                                                     | 18’                                                                   |
| 6-9-2024                                                              | Il Cairo                                                              | Egitto                                                                | 3 – 0                                                                 | Capo Verde                                                            | Qual. Coppa d'Africa 2025                                             | -                                                                     | 50’                                                                   |
| 11-10-2024                                                            | Il Cairo                                                              | Egitto                                                                | 2 – 0                                                                 | Mauritania                                                            | Qual. Coppa d'Africa 2025                                             | -                                                                     | 59’                                                                   |
| 15-11-2024                                                            | Praia                                                                 | Capo Verde                                                            | 1 – 1                                                                 | Egitto                                                                | Qual. Coppa d'Africa 2025                                             | -                                                                     | 85’                                                                   |
| 19-11-2024                                                            | Il Cairo                                                              | Egitto                                                                | 1 – 1                                                                 | Botswana                                                              | Qual. Coppa d'Africa 2025                                             | -                                                                     | 68’                                                                   |
| 21-3-2025                                                             | Casablanca                                                            | Etiopia                                                               | 0 – 2                                                                 | Egitto                                                                | Qual. Mondiali 2026                                                   | 1                                                                     | 70’                                                                   |
| 25-3-2025                                                             | Il Cairo                                                              | Egitto                                                                | 1 – 0                                                                 | Sierra Leone                                                          | Qual. Mondiali 2026                                                   | -                                                                     | 57’                                                                   |
| Totale                                                                |                                                                       | Presenze                                                              | 47                                                                    |                                                                       | Reti                                                                  | 13                                                                    |                                                                       |

## Palmarès

### Club

#### Competizioni nazionali
- Coppa d'Egitto: 1

Zamalek: 2018-2019
- Supercoppa d'Egitto: 1

Zamalek: 2019

#### Competizioni internazionali
- Supercoppa CAF: 1

Zamalek: 2020

### Nazionale
- Coppa d'Africa Under-23: 1

2019

### Individuale
- Capocannoniere della Coppa d'Africa Under-23: 1

Egitto 2019 (4 gol)